# QP (konvooi)
De QP konvooien waren gegroepeerde vrachtschepen die na een PQ-konvooi onder militaire begeleiding vertrokken vanuit de havens Moermansk of Archangelsk in de Sovjet-Unie richting IJsland (westelijke richting).

## Lijst van QP-konvooien
Na het proef konvooi (genaamd operation Dervish) startte de PQ - QP konvooien.
| Konvooi | Vertrek                  | Aantal schepen | Aankomst |
| QP 1    | 28-09-1941 Archangelsk   | 14             | 10-10-1941 Scapa Flow, Schotland                                                                                          |
| QP 2    | 3-11-1941 Archangelsk    | 12             | 17-11-1941 Scapa Flow |
| QP 3    | 27-11-1941 Archangelsk   | 10             | 03-12-1941 Konvooi uit elkaar. Britse schepen gingen naar IJsland, Russische schepen naar Engeland                        |
| QP 4    | 29-12-1941 Archangelsk   | 13             | 09-01-1942 Konvooi uit elkaar.                                                                                            |
| QP 7b   | 31-12-1941 Hvalfjörður   | 9              | 11-01-1942 Moermansk |
| QP 8    | 08-01-1942 Hvalfjörður   | 7              | 17-01-1942 Moermansk |
| QP 5    | 13-01-1942 Moermansk     | 4              | 19-01-1942 Konvooi uit elkaar                                                                                             |
| QP 6    | 24-01-1942 Moermansk     | 6              | 02-02-1942 Loch Ewe |
| QP 7    | 12-02-1942 Moermansk     | 8              | 22-02-1942 Seyðisfjörður                                                                                                  |
| QP 8    | 01-03-1942 Moermansk     | 15             | 09-03-1942 Konvooi uit elkaar, 5 schepen naar Hvalfjörður (daar arriverende op 11-03-1942) Het restant ging naar Akureyri |
| QP 9    | 21-03-1942 Baai van Kola | 19             | 03-04-1942 Reykjavik |
| QP 10   | 10-04-1942 Baai van Kola | 16             | 21-04-1942 Reykjavik |
| QP 11   | 28-04-1942 Moermansk     | 13             | 07-05-1942 Reykjavik |
| QP 12   | 21-05-1942 Baai van Kola | 15             | 29-05-1942 Reykjavik |
| QP 13   | 26-06-1942 Archangelsk   | 36             | 16-07-1942 splitste het konvooi zich in 2 delen. Het ene deel arriveerde op 7-07-1942 in Reykjavik                        |
| QP 14   | 13-09-1942 Archangelsk   | 15             | 26-09-1942 Loch Ewe |
| QP 15   | 17-11-1942 Archangelsk   | 28             | 30-11-1942 Loch Ewe |

## Referentie
- Convoys to Russia 1941-1945, Bob Ruegg & Arnold Hague, ISBN 0-905617-66-5